# Hugo de Braine
Hugues de Braine (Braine, França, 1035 - Braine, França) foi um nobre da Idade Média francesa, tendo sido o senhor de medieval de Braine, que atualmente corresponde a uma comuna francesa na região administrativa da Picardia, no departamento de Aisne.

## Relações familiares
Foi casado com a condessa herdeira de Soissons, Ade de Soissons (Picardie, Aisne, Braine, França, 1058 -?), filha de Guilherme Busac (c. 1020 - 1076) e de Adelaide de Soissons, de quem teve:
1. André de Baudement (? - 1042) foi casado com Inês de Braine.
2. Hugo de Baudement "O branco"
3. Inês de Baudement